# Sandalo (essenza)

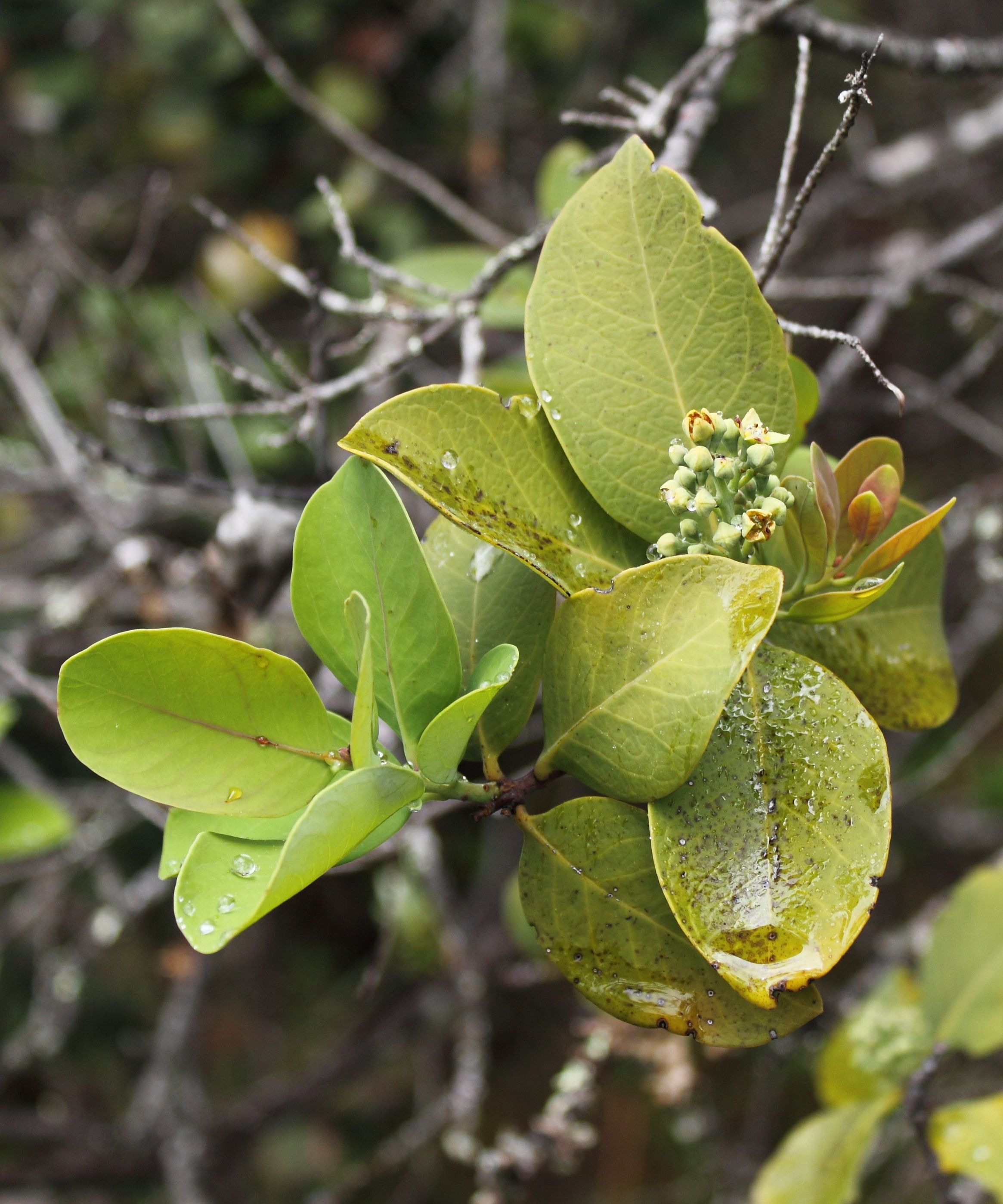
Santalum paniculatum (ʻiliahi), Hawaiʻi

Il sandalo o legno di sandalo è un'essenza molto usata in profumeria. Il suo nome è dovuto alle piante del genere Santalum comunemente chiamate sandalo. La specie indiana da cui storicamente si ricava l'essenza è Santalum album (la specie è endemica del sud dell'India).
Il profumo del sandalo viene usato sia come pezzi di legno della pianta sia come olio essenziale estratto. In India è usato da secoli e ciò lo ha reso pregiato e pure non comune. Adesso sono usate anche altre specie per l'estrazione di essenze che hanno profumi simili. Solo nel genere santalum ci sono almeno 19 specie di piante che sono utilizzate per l'estrazione dell'essenza, a cui bisogna sommare anche alcune di altri generi come Amyris o Myoporum.

## Religione
L'utilizzo di questa essenza è molto comune nelle cerimonie di diverse religioni come l'induismo o il buddhismo e viene usato anche nella preparazione dei bastoncini d'incenso.

## Masanjoany
Una pratica ancestrale a cavallo tra cura e seduzione, indossare il masonjoany è una tradizione longeva nelle isole dell'Oceano Indiano e in Madagascar in particolare.  Questa maschera/trucco è composta da una miscela di acqua, legno di sandalo finemente grattugiato (Santalina madagascariensis) su una pietra corallina e piante. La miscela determina il colore della maschera che viene indossata per qualche ora o per il giorno, aggiungiamo anche motivi decorativi floreali.

## Industria
La richiesta massiccia di questa essenza ha provocato una rapida contrazione della diffusione della pianta in India che ora è protetta. L'industria chimica ha sintetizzato un composto con caratteristiche simili, il cicloesanolo isobornile (isobornyl cyclohexanol in inglese).